# Porträtt av Bindo Altoviti
Porträtt av Bindo Altoviti är en oljemålning av den italienske renässanskonstnären Rafael. Porträttet målades cirka 1515 och ingår sedan 1943 i National Gallery of Arts samlingar i Washington. 
Eftersom Giorgio Vasari beskrev målningen som ett "ungdomsporträtt" trodde man länge att det var fråga om ett självporträtt av Rafael. Han lär ha sett väldigt bra ut, allvarsam och ljushårig, precis som den avbildade mannen (jämför självporträttet nedan). Men numera är konsthistorikerna överens om att det rör sig om ett porträtt av bankiren Bindo Altoviti (1491–1557) som var några år yngre än konstnären. Det är därmed inte konstnärens "minnesbild" av sitt yngre jag, utan ett vanligt porträtt av en drygt 20-årig man. Han avbildas som en vacker man med fylliga läppar, djupt liggande ögon och självsäker blick. På huvudet bär han en barett. Hans hållning är nonchalant med en hand tryckt mot bröstet, kanske för att kokettera med sin guldring. Bakgrunden är mörkt smaragdgrön och halva ansiktet i skugga, vilket framhäver övergångarna mellan ljus och skugga, så kallad chiaroscuro.
Målningen var i familjens Altovitis ägo till 1808 då den förvärvades av Ludvig I av Bayern som placerade den på Alte Pinakothek. Den såldes 1940 till den amerikanske affärsmannen Samuel Henry Kress som 1943 donerade den till National Gallery of Art. 

## Relaterade målningar

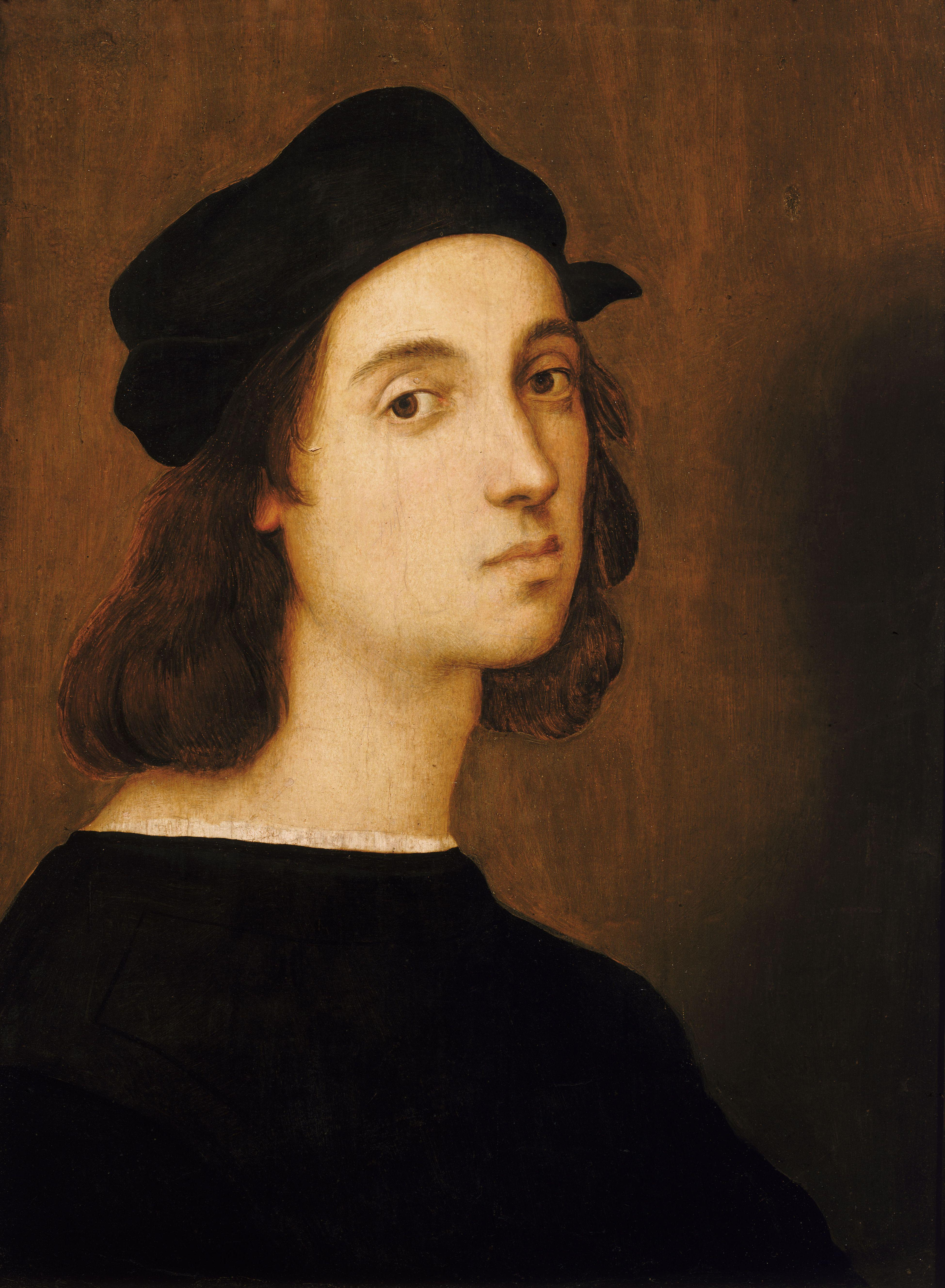
Självporträtt av Rafael från 1504–1506 utställd på Uffizierna.